# Pan-Pacifische kampioenschappen zwemmen 2014
De Pan-Pacifische kampioenschappen zwemmen 2014 werden gehouden van 21 tot en met 25 augustus 2014 in Gold Coast, Australië.

## Programma
Mannen
| Augustus          | 21 | 22 | 23 | 24   |
| ----------------- | -- | -- | -- | ---- |
| 50m vrije slag    |    |    |    | Goud |
| 100m vrije slag   |    | 1  |    |      |
| 200m vrije slag   | 1  |    |    |      |
| 400m vrije slag   |    |    | 1  |      |
| 800m vrije slag   |    |    |    | Goud |
| 1500m vrije slag  | 1  |    |    |      |
| 100m schoolslag   |    | 1  |    |      |
| 200m schoolslag   |    |    |    | Goud |
| 100m vlinderslag  |    |    | 1  |      |
| 200m vlinderslag  | 1  |    |    |      |
| 100m rugslag      | 1  |    |    |      |
| 200m rugslag      |    |    | 1  |      |
| 200m wisselslag   |    |    |    | Goud |
| 400m wisselslag   |    | 1  |    |      |
| 4×100m vrije slag |    |    | 1  |      |
| 4×200m vrije slag |    | 1  |    |      |
| 4×100m wisselslag |    |    |    | Goud |
| Finales           | 4  | 4  | 4  | 5    |

Vrouwen
| Augustus          | 21 | 22 | 23 | 24   |
| ----------------- | -- | -- | -- | ---- |
| 50m vrije slag    |    |    |    | Goud |
| 100m vrije slag   |    | 1  |    |      |
| 200m vrije slag   | 1  |    |    |      |
| 400m vrije slag   |    |    | 1  |      |
| 800m vrije slag   | 1  |    |    |      |
| 1500m vrije slag  |    |    |    | Goud |
| 100m schoolslag   |    | 1  |    |      |
| 200m schoolslag   |    |    |    | Goud |
| 100m vlinderslag  |    |    | 1  |      |
| 200m vlinderslag  | 1  |    |    |      |
| 100m rugslag      | 1  |    |    |      |
| 200m rugslag      |    |    | 1  |      |
| 200m wisselslag   |    |    |    | Goud |
| 400m wisselslag   |    | 1  |    |      |
| 4×100m vrije slag |    |    | 1  |      |
| 4×200m vrije slag |    | 1  |    |      |
| 4×100m wisselslag |    |    |    | Goud |
| Finales           | 4  | 4  | 4  | 5    |

## Medailles

### Legenda
- WR = Wereldrecord
- CR = Kampioenschapsrecord

### Mannen
| Onderdeel            | Goud                                                                    | Goud       | Zilver                                                                  | Zilver   | Brons                                                                    | Brons    |
| -------------------- | ----------------------------------------------------------------------- | ---------- | ----------------------------------------------------------------------- | -------- | ------------------------------------------------------------------------ | -------- |
| Vrije slag           |                                                                         |            |                                                                         |          |                                                                          |          |
| 50 m                 | Bruno Fratus Brazilië                                                   | 21,44 CR   | Anthony Ervin Verenigde Staten                                          | 21,73    | Nathan Adrian Verenigde Staten                                           | 21,80    |
| 100 m                | Cameron McEvoy Australië                                                | 47,82 CR   | Nathan Adrian Verenigde Staten                                          | 48,30    | James Magnussen Australië                                                | 48,36    |
| 200 m                | Thomas Fraser-Holmes Australië                                          | 1.45,98    | Kosuke Hagino Japan                                                     | 1.46,08  | Cameron McEvoy Australië                                                 | 1.46,36  |
| 400 m                | Park Tae-hwan Zuid-Korea                                                | 3.43,15    | Kosuke Hagino Japan                                                     | 3.44,56  | Connor Jaeger Verenigde Staten                                           | 3.45,99  |
| 800 m                | Ryan Cochrane Canada                                                    | 7.45,39    | Mack Horton Australië                                                   | 7.47,73  | Connor Jaeger Verenigde Staten                                           | 7.47,75  |
| 1500 m               | Connor Jaeger Verenigde Staten                                          | 14.51,79   | Ryan Cochrane Canada                                                    | 14.51,97 | Mack Horton Australië                                                    | 14.52,78 |
| Rugslag              |                                                                         |            |                                                                         |          |                                                                          |          |
| 100 m                | Ryosuke Irie Japan                                                      | 53,02      | Matt Grevers Verenigde Staten                                           | 53,09    | Ryan Murphy Verenigde Staten                                             | 53,27    |
| 200 m                | Tyler Clary Verenigde Staten                                            | 1.54,91    | Ryosuke Irie Japan                                                      | 1.55,14  | Mitch Larkin Australië                                                   | 1.55,27  |
| Schoolslag           |                                                                         |            |                                                                         |          |                                                                          |          |
| 100 m                | Yasuhiro Koseki Japan                                                   | 59,62      | Felipe França Brazilië                                                  | 59,82    | Glenn Snyders Nieuw-Zeeland                                              | 1.00,18  |
| 200 m                | Yasuhiro Koseki Japan                                                   | 2.08,57    | Nicolas Fink Verenigde Staten                                           | 2.08,94  | Kazuki Kohinata Japan                                                    | 2.10,14  |
| Vlinderslag          |                                                                         |            |                                                                         |          |                                                                          |          |
| 100 m                | Michael Phelps Verenigde Staten                                         | 51,29      | Ryan Lochte Verenigde Staten                                            | 51,67    | Hirofumi Ikebata Japan                                                   | 52,50    |
| 200 m                | Daiya Seto Japan                                                        | 1.54,92    | Leonardo de Deus Brazilië                                               | 1.55,28  | Tyler Clary Verenigde Staten                                             | 1.55,42  |
| Wisselslag           |                                                                         |            |                                                                         |          |                                                                          |          |
| 200 m                | Kosuke Hagino Japan                                                     | 1.56,02    | Michael Phelps Verenigde Staten                                         | 1.56,04  | Daiya Seto Japan                                                         | 1.57,72  |
| 400 m                | Kosuke Hagino Japan                                                     | 4.08,31    | Tyler Clary Verenigde Staten                                            | 4.09,03  | Chase Kalisz Verenigde Staten                                            | 4.09,62  |
| Vrije slag estafette |                                                                         |            |                                                                         |          |                                                                          |          |
| 4×100 m              | Australië Tommaso D'Orsogna James Magnussen Matt Abood Cameron McEvoy   | 3.12,80    | Verenigde Staten Michael Phelps Nathan Adrian Anthony Ervin Ryan Lochte | 3.13,36  | Brazilië João de Lucca Marcelo Chierighini Bruno Fratus Nicolas Oliveira | 3.13,59  |
| 4×200 m              | Verenigde Staten Conor Dwyer Michael Phelps Ryan Lochte Matt McLean     | 7.05,17    | Japan Kosuke Hagino Reo Sakata Yuki Kobori Takeshi Matsuda              | 7.05,30  | Australië David McKeon Cameron McEvoy Mack Horton Thomas Fraser-Holmes   | 7.08,55  |
| Wisselslagestafette  |                                                                         |            |                                                                         |          |                                                                          |          |
| 4×100 m              | Verenigde Staten Matt Grevers Kevin Cordes Michael Phelps Nathan Adrian | 3.29,94 CR | Japan Ryosuke Irie Yasuhiro Koseki Hirofumi Ikebata Katsumi Nakamura    | 3.32,08  | Australië Mitch Larkin Jake Packard Tommaso D'Orsogna Cameron McEvoy     | 3.33,45  |

### Vrouwen
| Onderdeel            | Goud                                                                       | Goud        | Zilver                                                                        | Zilver   | Brons                                                                         | Brons    |
| -------------------- | -------------------------------------------------------------------------- | ----------- | ----------------------------------------------------------------------------- | -------- | ----------------------------------------------------------------------------- | -------- |
| Vrije slag           |                                                                            |             |                                                                               |          |                                                                               |          |
| 50 m                 | Cate Campbell Australië                                                    | 23,96 CR    | Bronte Campbell Australië                                                     | 24,56    | Chantal van Landeghem Canada                                                  | 24,69    |
| 100 m                | Cate Campbell Australië                                                    | 52,72       | Bronte Campbell Australië                                                     | 53,45    | Simone Manuel Verenigde Staten                                                | 53,71    |
| 200 m                | Katie Ledecky Verenigde Staten                                             | 1.55,74 CR  | Bronte Barratt Australië                                                      | 1.57,22  | Shannon Vreeland Verenigde Staten                                             | 1.57,38  |
| 400 m                | Katie Ledecky Verenigde Staten                                             | 3.58,37 WR  | Cierra Runge Verenigde Staten                                                 | 4.04,55  | Lauren Boyle Nieuw-Zeeland                                                    | 4.05,33  |
| 800 m                | Katie Ledecky Verenigde Staten                                             | 8.11,35 CR  | Lauren Boyle Nieuw-Zeeland                                                    | 8.18,87  | Brittany MacLean Canada                                                       | 8.20,02  |
| 1500 m               | Katie Ledecky Verenigde Staten                                             | 15.28,36 WR | Lauren Boyle Nieuw-Zeeland                                                    | 15.55,69 | Brittany MacLean Canada                                                       | 15.57,15 |
| Rugslag              |                                                                            |             |                                                                               |          |                                                                               |          |
| 100 m                | Emily Seebohm Australië                                                    | 58,84 CR    | Belinda Hocking Australië                                                     | 59,78    | Missy Franklin Verenigde Staten                                               | 1.00,30  |
| 200 m                | Belinda Hocking Australië                                                  | 2.07,49 CR  | Emily Seebohm Australië                                                       | 2.07,61  | Elizabeth Beisel Verenigde Staten                                             | 2.08,33  |
| Schoolslag           |                                                                            |             |                                                                               |          |                                                                               |          |
| 100 m                | Jessica Hardy Verenigde Staten                                             | 1.06,74     | Kanako Watanabe Japan                                                         | 1.06,78  | Breeja Larson Verenigde Staten                                                | 1.06,99  |
| 200 m                | Kanako Watanabe Japan                                                      | 2.21,41     | Rie Kaneto Japan                                                              | 2.21,90  | Taylor McKeown Australië                                                      | 2.22,89  |
| Vlinderslag          |                                                                            |             |                                                                               |          |                                                                               |          |
| 100 m                | Alicia Coutts Australië                                                    | 57,64       | Lu Ying China                                                                 | 57,76    | Kendyl Stewart Verenigde Staten                                               | 57,82    |
| 200 m                | Cammile Adams Verenigde Staten                                             | 2.06,61     | Natsumi Hoshi Japan                                                           | 2.06,68  | Katie McLaughlin Verenigde Staten                                             | 2.07,08  |
| Wisselslag           |                                                                            |             |                                                                               |          |                                                                               |          |
| 200 m                | Madeline Dirado Verenigde Staten                                           | 2.09,93     | Alicia Coutts Australië                                                       | 2.10,25  | Caitlin Leverenz Verenigde Staten                                             | 2.10,67  |
| 400 m                | Elizabeth Beisel Verenigde Staten                                          | 4.31,99 CR  | Madeline Dirado Verenigde Staten                                              | 4.35,37  | Keryn McMaster Australië                                                      | 4.38,84  |
| Vrije slag estafette |                                                                            |             |                                                                               |          |                                                                               |          |
| 4×100 m              | Australië Cate Campbell Brittany Elmslie Melanie Schlanger Bronte Campbell | 3.32,46 CR  | Verenigde Staten Simone Manuel Missy Franklin Abbey Weitzeil Shannon Vreeland | 3.34,23  | Japan Miki Uchida Misaki Yamaguchi Yasuko Miyamoto Yayoi Matsumoto            | 3.39,06  |
| 4×200 m              | Verenigde Staten Shannon Vreeland Missy Franklin Leah Smith Katie Ledecky  | 7.46,40 CR  | Australië Bronte Barratt Emma McKeon Brittany Elmslie Melanie Schlanger       | 7.47,47  | Canada Brittany MacLean Samantha Cheverton Alyson Ackman Emily Overholt       | 7.58,03  |
| Wisselslagestafette  |                                                                            |             |                                                                               |          |                                                                               |          |
| 4×100 m              | Australië Emily Seebohm Lorna Tonks Alicia Coutts Cate Campbell            | 3.55,49     | Verenigde Staten Missy Franklin Jessica Hardy Kendyl Stewart Simone Manuel    | 3.57,41  | Canada Brooklynn Snodgrass Kierra Smith Katerine Savard Chantal van Landeghem | 3.59,85  |

### Medaillespiegel
| Plaats | Land             | Goud | Zilver | Brons | Totaal |
| 1      | Verenigde Staten | 14   | 12     | 14    | 40     |
| 2      | Australië        | 10   | 8      | 8     | 26     |
| 3      | Japan            | 7    | 8      | 4     | 19     |
| 4      | Brazilië         | 1    | 2      | 1     | 4      |
| 5      | Canada           | 1    | 1      | 5     | 7      |
| 6      | Zuid-Korea       | 1    | 0      | 0     | 1      |
| 7      | Nieuw-Zeeland    | 0    | 2      | 2     | 4      |
| 8      | China            | 0    | 1      | 0     | 1      |
| Totaal | Totaal           | 16   | 16     | 16    | 48     |